# Jovan Žujović
Jovan M. Žujović (n. 18 octombrie 1856, Brusnica⁠(d), Moravički upravni okrug, Serbia – d. 19 iulie 1936, Belgrad, Regatul Iugoslaviei) a fost un geolog și antropolog sârb, recunoscut ca un pionier al geologiei, paleontologiei și craniometriei în Serbia. A fost profesor la Universitatea din Belgrad, președinte al Academiei Regale Sârbe și primul președinte al Societății Geologice Sârbe.

## Biografie
S-a născut în localitatea Brusnica, fiind fiul lui Mladen Žujović, șeful districtului Rudnik, și al Jelenei, născută Danić. A urmat școala elementară în Nemenikuće și Belgrad, apoi liceul în capitală, iar în 1877 a absolvit Departamentul de Științe Naturale al Marii Școli (1877).
După studii specializate la Paris, s-a întors în Serbia, devenind primul om de știință sârb care a cercetat științific geologia Serbiei și a regiunilor învecinate. Până atunci, doar doi cercetători străini – Johann Gottfried Herder și Ami Boué – manifestaseră interes sporadic pentru geologia zonei.
Fiind primul geolog profesionist din Serbia, în 1880 a fost ales profesor suplinitor la Catedra de Mineralogie și Geologie a Marii Școli din Belgrad, marcând începutul școlii geologice moderne în Serbia. Pe lângă mineralogie și geologie, a introdus și cursuri de paleontologie. A adus din Paris primul microscop polarizator, implementând examinarea microscopică a solurilor și a rocilor, o metodă revoluționară pentru epocă. În 1883, a devenit profesor titular la Marea Școală. Într-o perioadă relativ scurtă (1880–1900), a realizat o hartă geologică a Serbiei și a scris manuale fundamentale de geologie.
Žujović a pus bazele Institutului Geologic al Marii Școli în 1889, și a lansat prima revistă geologică din Serbia, „Analele Geologice ale Peninsulei Balcanice”. În 1891, a înființat Societatea Geologică Sârbă, instituții care funcționează și astăzi. A fost unul dintre fondatorii Muzeului Pământului Sârbesc (astăzi Muzeul de Istorie Naturală din Belgrad).
A avut un rol cheie în dezvoltarea agrogeologiei, introducând această disciplină la nou-înființata Facultate de Agricultură, și a predat geologie aplicată la Facultatea Tehnică după Primul Război Mondial. Și-a publicat lucrările științifice atât în reviste străine, cât și în cele din Serbia.
În 1883, a fost unul dintre membrii fondatori și parte a primului Consiliu de Conducere al Societății Arheologice Sârbe.

La înființarea Academiei Regale Sârbe, regele Milan I al Serbiei l-a numit, prin decret din 5 aprilie, printre primii 16 membri ai academiei. Žujović era cel mai tânăr dintre aceștia și, conform tradiției, a devenit secretarul instituției. După moartea lui Stojan Novaković în 1915, a fost ales președinte al Academiei Regale Sârbe, funcție pe care a deținut-o până în 1921.

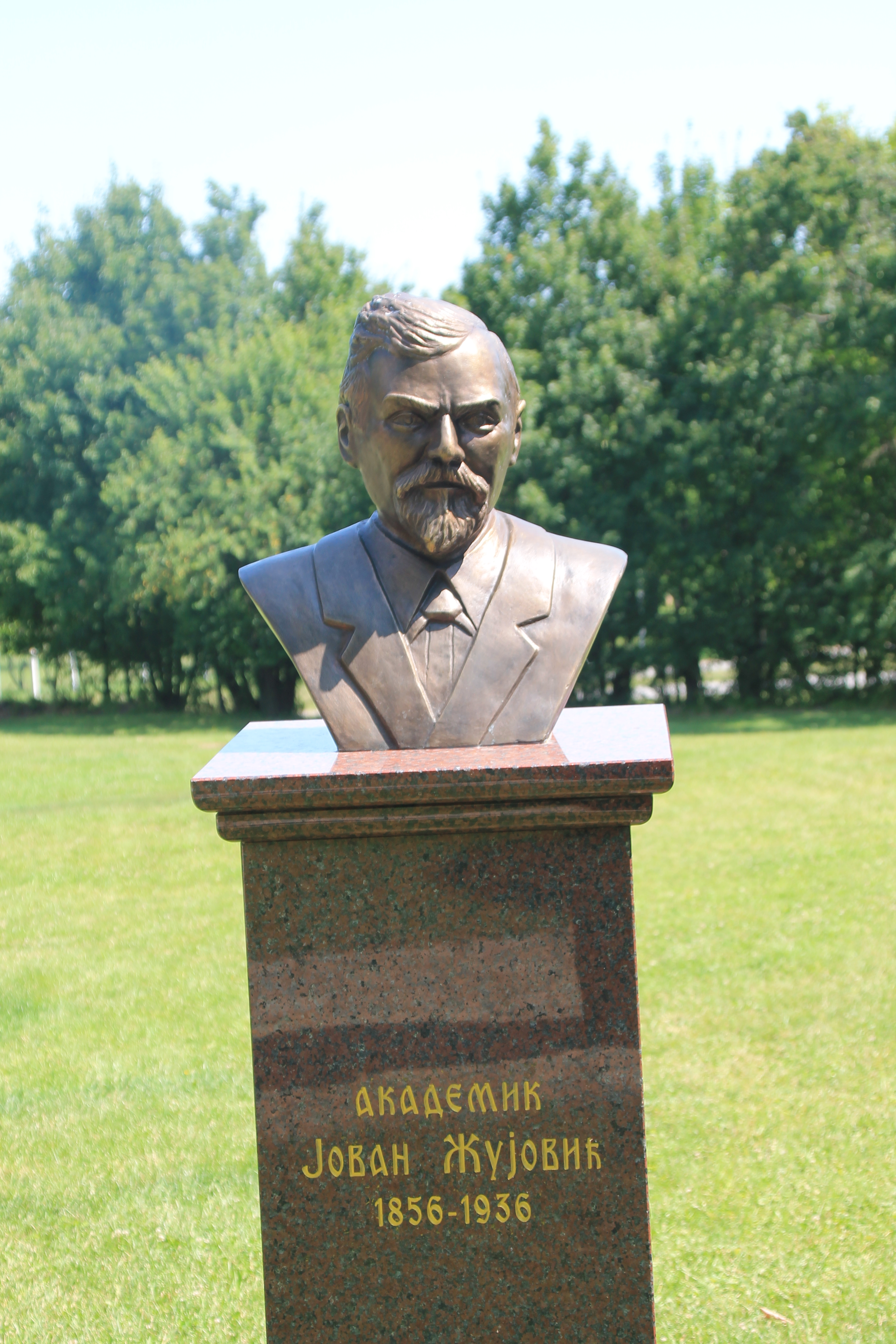
Bustul lui Žujović în Sopot, Belgrad

La înființarea Universității din Belgrad în 1905, Žujović a fost ales profesor titular, făcând parte din grupul de opt profesori responsabili cu selectarea întregului corp didactic. La ceremonia de deschidere a universității, a ținut un discurs solemn în numele Academiei Regale Sârbe, subliniind importanța educației superioare.
Pe lângă geologie, Žujović a adus contribuții semnificative în antropologie. În lucrarea Epoca de piatră, publicată în 1893, bazându-se în mare parte pe cercetători francezi, a analizat stadiul cunoștințelor contemporane în paleoantropologie. Ulterior, între 1927 și 1929, în volumul Geneza Pământului și a Țării Noastre, a abordat istoria biologică a Pământului, începând cu originile omenirii, acordând o atenție specială istoriei Peninsulei Balcanice.
Lucrarea sa fundamentală, Geologia Serbiei, a fost tipărită în 1893. Prin această carte, Serbia a devenit una dintre puținele state europene cu o cartografie geologică completă încă din secolul al XIX-lea, oferind o bază științifică pentru studii ulterioare și exploatarea resurselor naturale.
Pe lângă Academia Regală Sârbă, Jovan Žujović a fost membru al Academiei Iugoslave de Științe și Arte, al Academiei Maghiare de Științe, precum și al Societății Geologice din Kiev.
În politică, a fost un democrat activ, senator în 1901 și membru al Partidului Radical Popular condus de Nikola Pašić. După 1905, s-a alăturat Partidului Radical Independent al lui Ljubomir Stojanović. În guvernul Radicalilor Independenți, Žujović a deținut funcția de ministru al Afacerilor Externe între 12 august și 15 decembrie 1905. De asemenea, a ocupat de două ori postul de ministru al Educației și Afacerilor Religioase: între 16 mai și 30 iulie 1905 și între 11 octombrie 1909 și 12 septembrie 1910.
Žujović a avut doi frați: Milenko Žujović, autor de lucrări în domeniul jurisprudenței, și dr. Jevrem Žujović, medic al cărui mentor a fost Jean Alfred Fournier.
A încetat din viață la 19 iulie 1936, în Belgrad.

## Lucrări (selecție)
- Geologische Uebersicht des Koenigreiches Serbien, Viena, 1886.
- Петрографска минералогија, 1887.
- Петрографија -{I-III}-, 1889, 1895.
- Основи за геологију Краљевине Србије, 1889.
- Sur les roches éruptives de la Serbie, Paris, 1893.
- Sur les terrains sédimentaires de la Serbie, Paris, 1893.
- Геологија Србије [Geologia Serbiei], I-II, Belgrad, 1893, 1900.
- Општа геологија [Geologie generală], Belgrad, 1923.
- Les roches éruptives de la Serbie, Paris, 1924.
- Постање земље и наше домовине -{I-II}-, 1927, 1929.
- Снабдевање села водом. Извори и бунари, 1931.

## Moștenire
Žujović a fost decorat cu Legiunea de Onoare, Ordinul Sfântul Sava, Ordinul Vulturul Alb, precum și cu numeroase distincții franceze și bulgare.
Este inclus în lista Cei 100 de sârbi cei mai proeminenți.